# ألفريدو بيوندي
ألفريدو بيوندي (1928 - 2020)، هو سياسي ومحامي إيطالي، شغل منصب وزير العدل في الجمهورية الإيطالية خلال الحكومة الأولى برئاسة سيلفيو برلسكوني.
ولد في مدينة بيزا يوم 29 يونيو 1928 وتوفي بمدينة جنوة يوم 24 يونيو 2020 (سبب الوفاة	سرطان الرئة عن 91 سنة).